# Brisbane International 2024
Brisbane International 2024 a fost un turneu profesionist de tenis din cadrul turneelor din Circuitul ATP 2024 și Circuitul WTA 2024. S-a jucat pe terenuri cu suprafața dură, în aer liber, în Brisbane, Queensland, Australia. Aceasta a fost cea de-a treisprezecea ediție a turneului și a avut loc la Queensland Tennis Centre din Tennyson, ca parte a Australian Open Series, în pregătirea primului Grand Slam al anului.

## Campioni

### Simplu masculin
Pentru mai multe informații consultați Brisbane International 2024 – Simplu masculin

### Dublu masculin
Pentru mai multe informații consultați Brisbane International 2024 – Dublu masculin

### Simplu feminin
Pentru mai multe informații consultați Brisbane International 2024 – Simplu feminin

### Dublu feminin
Pentru mai multe informații consultați Brisbane International 2024 – Dublu feminin

## Distribuția punctelor și premii în bani

### Distribuția punctelor
| Probă           | C   | F   | SF  | QF  | R16 | R32 | R64 | Q   | Q2  | Q1  |
| Simplu masculin | 250 | 165 | 100 | 50  | 25  | 0   | N/A | 13  | 7   | 0   |
| Dublu masculin  | 250 | 150 | 90  | 45  | 20  | 0   | N/A | N/A | N/A |     |
| Simplu feminin  | 500 | 325 | 195 | 108 | 60  | 32  | 1   | 25  | 13  | 1   |
| Dublu feminin   | 500 | 325 | 195 | 108 | 1   | N/A | N/A | N/A | N/A | N/A |

### Premii în bani
Pentru evenimentul WTA (WTA 500), premiul total este de 1.736.763 de dolari, o creștere de 19,05% față de 2020. Pentru evenimentul ATP (ATP 250), premiile totale se ridică la 661.585 de dolari, o creștere de 25,3% față de 2019.
| Probă           | C         | F         | SF       | QF       | R16      | R32      | Q        | Q2       | Q1      |
| Simplu masculin | 95.340 $  | 55.665 $  | 32.800 $ | 18.700 $ | 11.000 $ | 6.640 $  | N/A      | 3.600 $  | 2.000 $ |
| Dublu masculin* | 34.600 $  | 18.000 $  | 9.500 $  | 5.310 $  | 2.900 $  | 1.620 $  | N/A      | N/A      | N/A     |
| Simplu feminin  | 220.000 $ | 135.000 $ | 79.000 $ | 38.000 $ | 20.400 $ | 14.000 $ | 12.200 $ | 10.300 $ | 5.200 $ |
| Dublu feminin * | 73.000 $  | 45.039 $  | 26.100 $ | 13.320 $ | 10.518 $ | 8.000 $  | N/A      | N/A      | N/A     |

1Premiul în bani pentru calificări este și premiul pentru R32.

*per echipă